# Journal of Wildlife Management
Journal of Wildlife Management (abrégé en J. Wildl. Manag.) est une revue scientifique de la Wildlife Society qui traite de tous les aspects de la gestion cynégétique. Le contenu de la revue concerne principalement les espèces nord-américaines, mais ne s’y limite pas.
D'après le Journal Citation Reports, le facteur d'impact de ce journal était de 1,361 en 2009. Actuellement, le directeur de publication est Frank Thompson.